# Trabant

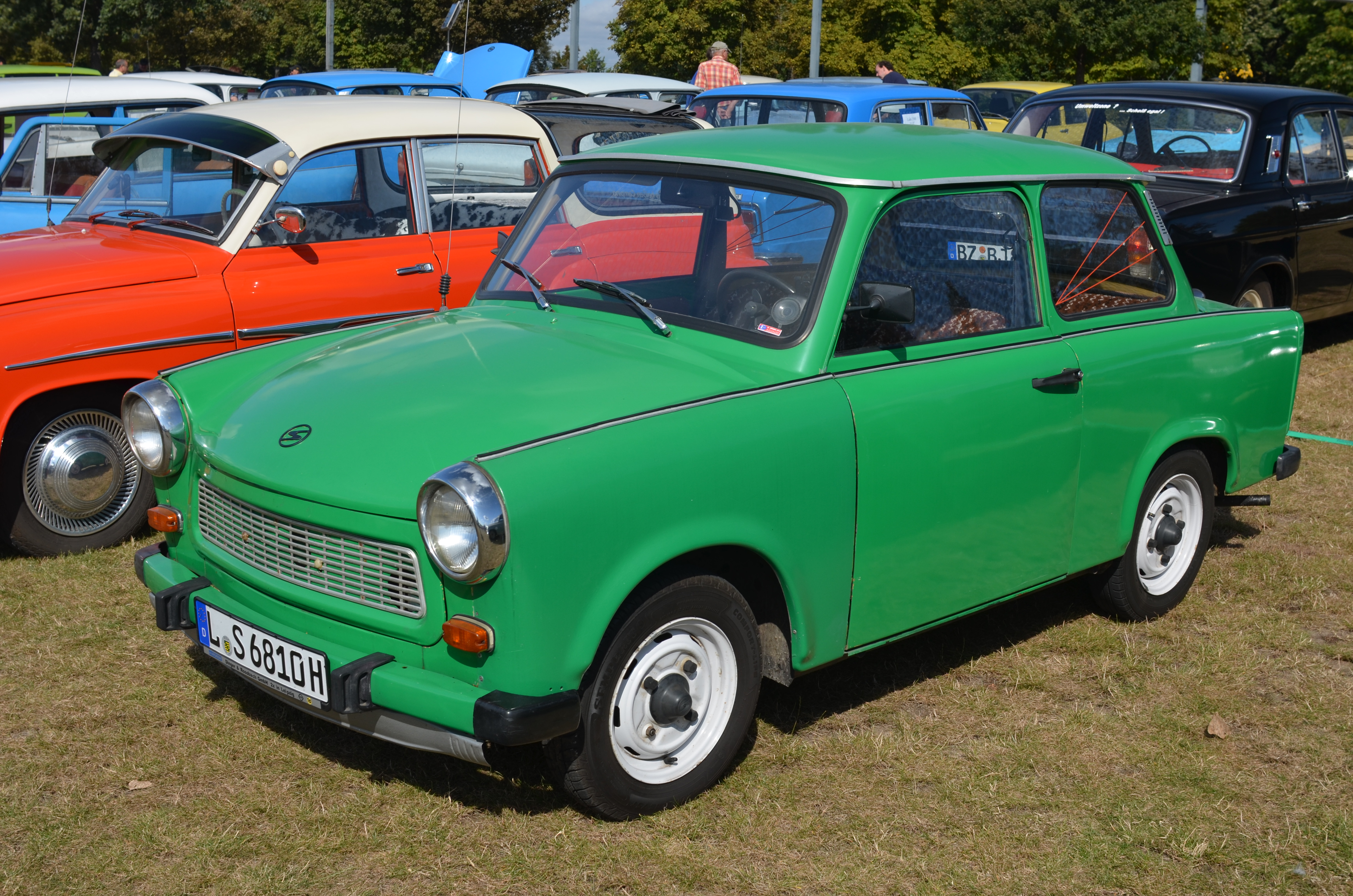
Trabant 601 седан

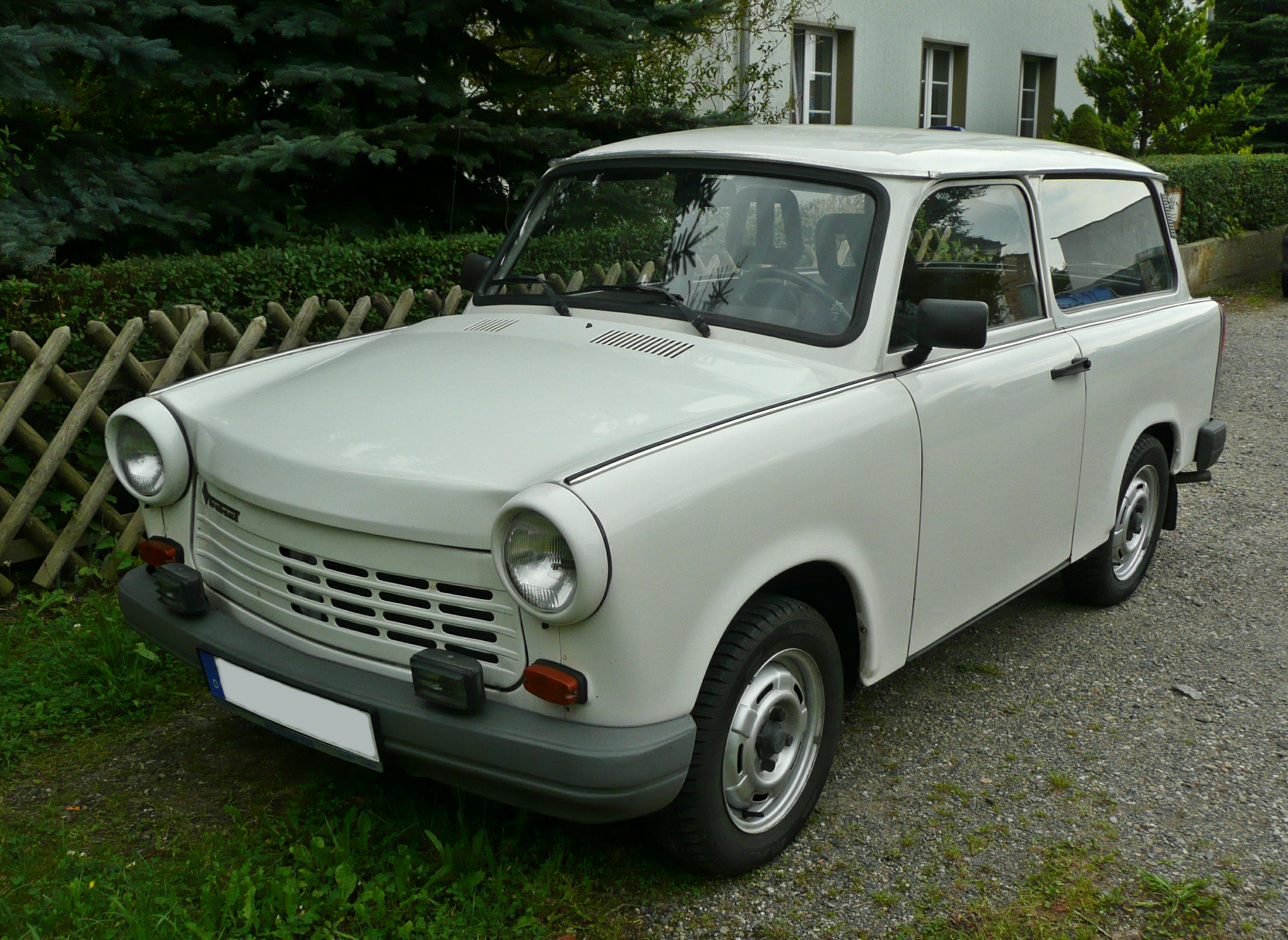
Trabant 1.1 Universal

Trabant (з нім. Trabant — супутник) — марка компактних легкових автомобілів зі Східної Німеччини, котрі випускалися на заводі VEB Automobilwerk Zwickau, пізніше VEB Sachsenring Automobilwerke Zwickau (довоєнний завод компанії «Horch»). У період з листопада 1957 (нульова серія) до квітня 1991 року у Цвіккау виготовлено 3 132 240 автомобілів Trabant.
Trabant — це передньопривідний чотиримісний автомобіль, який випускався в кузовах 2-дверний седан і 3-дверний універсал.
Trabant — одна з двох марок легкових автомобілів, які випускалися в НДР.
До 1990 року випускався з двотактним мотором — найдовше серед усіх відомих легкових автомобілів.

## Виробництво
| Модель      | Виготовлено |
| ----------- | ----------- |
| P70         | 36 151      |
| P50         | 131 440     |
| P60         | 106 628     |
| P601        | 2 818 547   |
| P800 RS     | 3           |
| Trabant 1.1 | 39 474      |
| Всього      | 3 132 240   |

На початку виробництва Трабант був символом автомобілізації НДР, його називали східнонімецьким народним автомобілем по аналогії з західнонімецьким Volkswagen. Але оскільки за весь час свого виробництва в конструкцію авто не було внесено суттєвих змін і покращень, з часом Трабант перетворився на символ відсталої і стагнуючої економіки НДР і всього соціалістичного табору.
За відсутності альтернативи (крім автомобілів марки Wartburg та імпортованих машин переважно з країн соціалістичного табору) високий попит на Трабанти спостерігався протягом усього часу випуску автомобіля. Ситуація кардинально помінялася після об'єднання Східної і Західної Німеччини. Попри те, що у квітні 1990 року з конвеєра зійшла нова модель Trabant 1.1 з чотиритактним мотором з водяним охолодженням, ліцензію на котрий було придбано у Volkswagen, попит на неї не виправдав очікування. Уже з 1989 року між двома Німеччинами діяв полегшений режим перетину кордону, а 1 липня 1990 року вступила в дію грошова, економічна та соціальна угода між ФРН і НДР, яка, крім всього іншого, дозволяла вільний обмін східнонімецької марки на дойч-марку ФРН. Трабант не міг конкурувати із західнонімецькими автомобілями, котрі раптово виявилися доступними пересічним громадянам. Великі партії автомобілів згідно з міждержавними договорами ще були відправлені на експорт у Польщу й Угорщину, але це вже не могло вплинути на загальну ситуацію. Лише через 12 місяців після початку випуску, а саме 30 квітня 1991 року, виробництво моделі Trabant 1.1 було зупинено.
Станом на 1 січня 2019 року у Німеччині було зареєстровано 36 259 автомобілів марки Trabant (у тому числі 25 940 автомобілів моделі Trabant P 601 та 1181 автомобіль моделі Trabant 1.1).
Найбільше автомобілів зареєстровано у федеральній землі Саксонія — 9241 шт. Загалом у так званих нових федеральних землях (територія колишньої НДР) зареєстровано 29 581 Trabant, що становить приблизно 81,5 % від загальної кількості зареєстрованих авто цієї марки.